# Land Rover

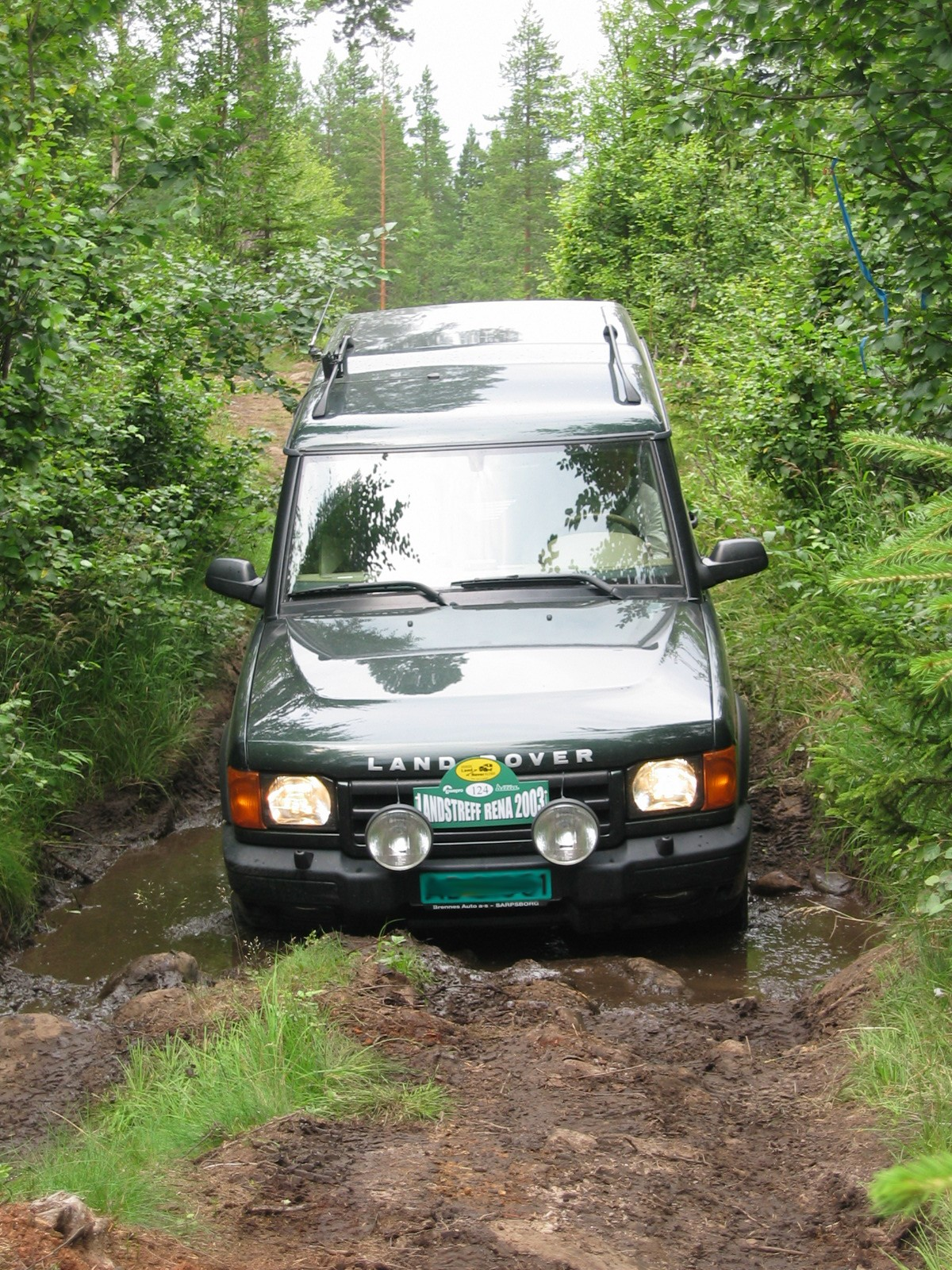
Land Rover Discovery I

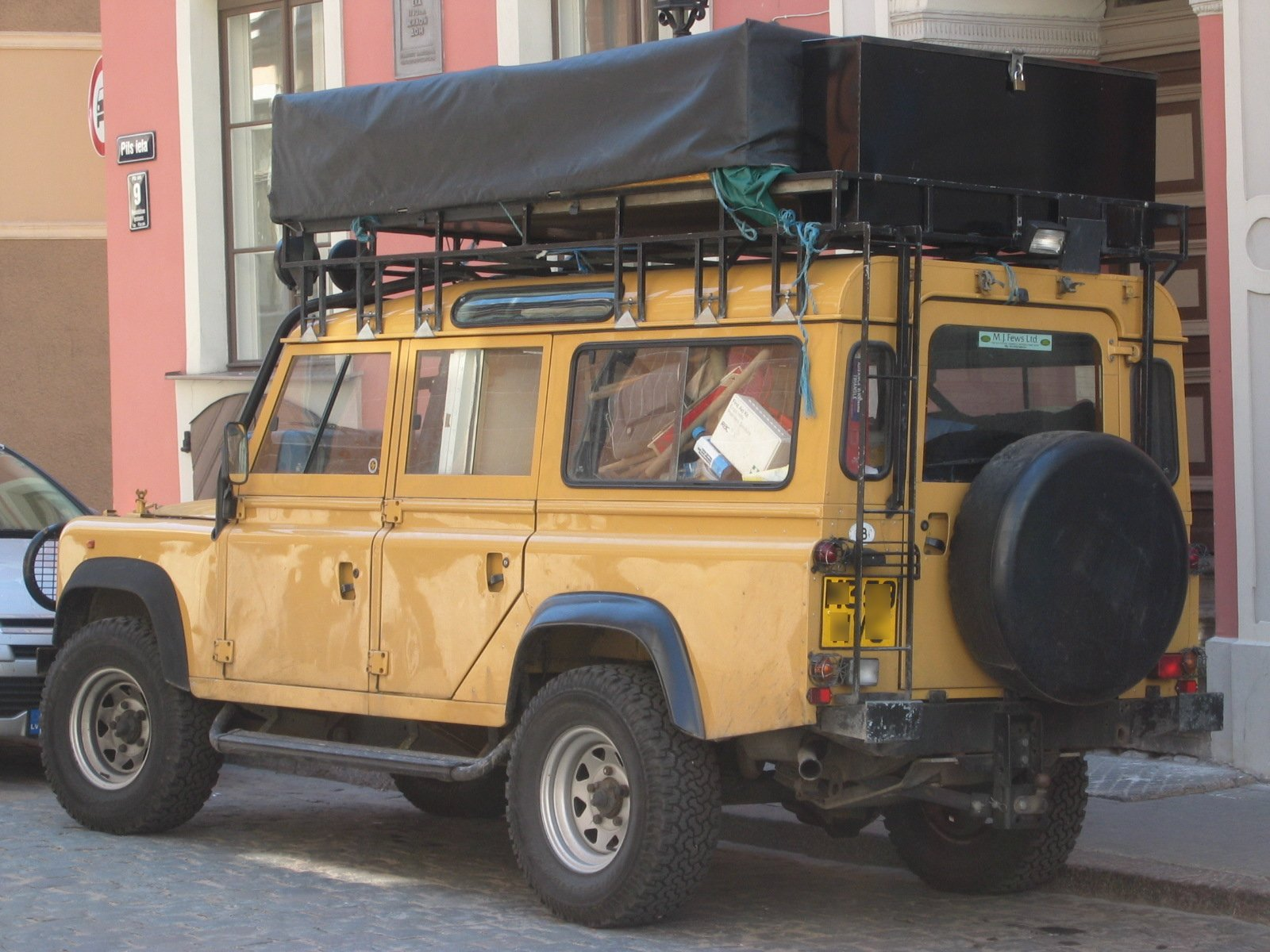
Land Rover Defender 110

De Land Rover is op de Amerikaanse Willys Jeep na het oudste terreinwagenmerk ter wereld. De wagen ontleent zijn naam aan de verwachting dat hij veel op het land gebruikt zou worden. Zo droeg de eerste brochure die werd uitgegeven nog voordat de auto in productie was de titel The Land Rover for the farmer, the countryman and general industrial use. Vanaf 2008 maakt het merk, samen met Jaguar Cars, deel uit van de Indiase autofabrikant Tata Motors onder de Tata-groep.

## Bedrijfsgeschiedenis
De Land Rover wordt sinds 1948 gebouwd door Rover. De productie startte in Engeland, maar al snel werden Land Rovers in licentie gebouwd in onder meer Australië, Spanje, België en Duitsland. Dit kwam doordat deze landen grote partijen terreinwagens nodig hadden voor onder andere het leger en de politie. In Spanje werden de Land Rovers door Santana Motor S.A. gebouwd, in België door Minerva en in Duitsland door Tempo.
De Roverfabriek, die in 1947 werd gerund door twee broers, Maurice en Spencer Wilks, had na de oorlog overcapaciteit, omdat er jarenlang voornamelijk militaire goederen geproduceerd werden. In 1948 bouwden de broers de fabriek opnieuw op. Ze maakten een auto die op meer gebieden kon worden gebruikt dan de Willys Jeep. Hiervoor haalden ze hun oude Willys Jeep uit elkaar en bouwden met nieuwe en verbeterde onderdelen hun eigen terreinwagen: de Land Rover. De allereerste Land Rovers leken daardoor technisch nog veel op de Willys Jeep.
De Land Rover werd aanvankelijk geproduceerd door Rover. In 1967 werd Rover een onderdeel van Leyland Motors Ltd, later British Leyland (BL). In 1975 werd Land Rover een afzonderlijke werkmaatschappij binnen BL. De Rover Group werd in 1986 een onderdeel van British Aerospace, en werd in 1994 overgenomen door BMW dat Land Rover afsplitste en in 2000 verkocht aan de Ford Motor Company. Deze laatste verkocht het merk in april 2008 aan het Indiase Tata Motors van de Tata-groep. Samen met Jaguar Cars is het bedrijf ondergebracht inde dochteronderneming Jaguar Land Rover.

## Range Rover

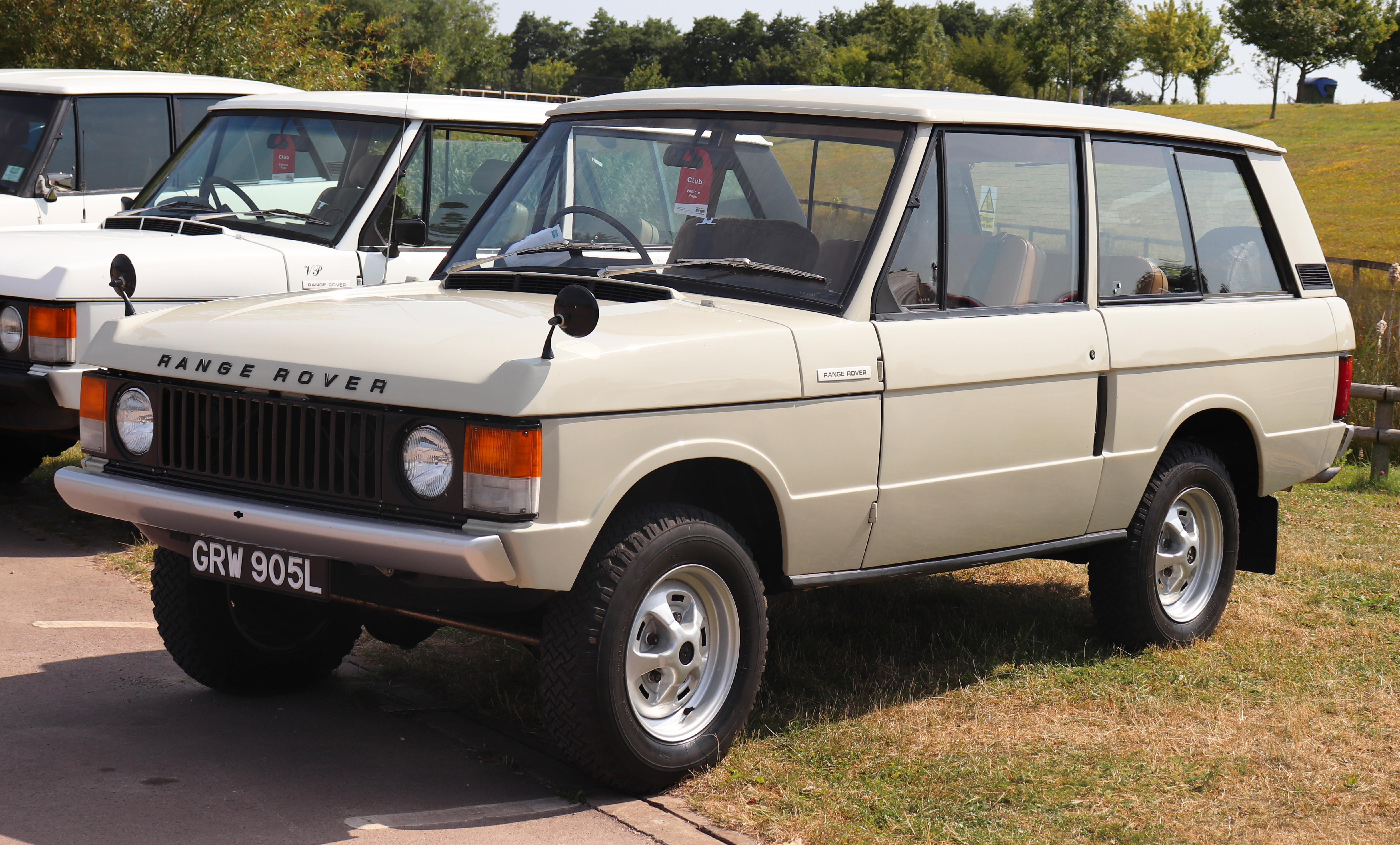
Range Rover (1973)

Het prototype uit 1969 heette Velar (van V Eight LAndRover). Het hele ontwerp was gebaseerd op de inbouw van de Rover V8 motor, die Rover had gekocht van Buick.
Op 17 juni 1970 werd de Range Rover aan de pers gepresenteerd. De Range Rover was zijn tijd vooruit met rondom schroefveren en permanente vierwielaandrijving. Het eerste model heeft bestaan tussen 1970 en 1995. Het was de eerste SUV, nog voordat dit modewoord was geïntroduceerd. De auto was een terreinauto die een betere wegligging had en een luxueuzer interieur. Ondanks zijn niet zuinige V8 benzinemotor bleef de auto populair gedurende de jaren zeventig en daarna.
De Range Rover Evoque werd voor het eerst als conceptauto getoond tijdens de North American International Auto Show van 2008, onder de naam Land Rover LRX. De productie van de wagen begon in 2011.
In 2017 werd de Range Rover Velar crossover SUV geïntroduceerd. De naam is een knipoog naar het prototype van de oer-Range Rover.

## Modellen
De huidige modellenrange bestaat uit:
- Defender (L663)
- Discovery (vijfde generatie)
- Discovery Sport
- Range Rover (vijfde generatie)
- Range Rover Sport
- Range Rover Velar
- Range Rover Evoque

## Uit productie

### Series I

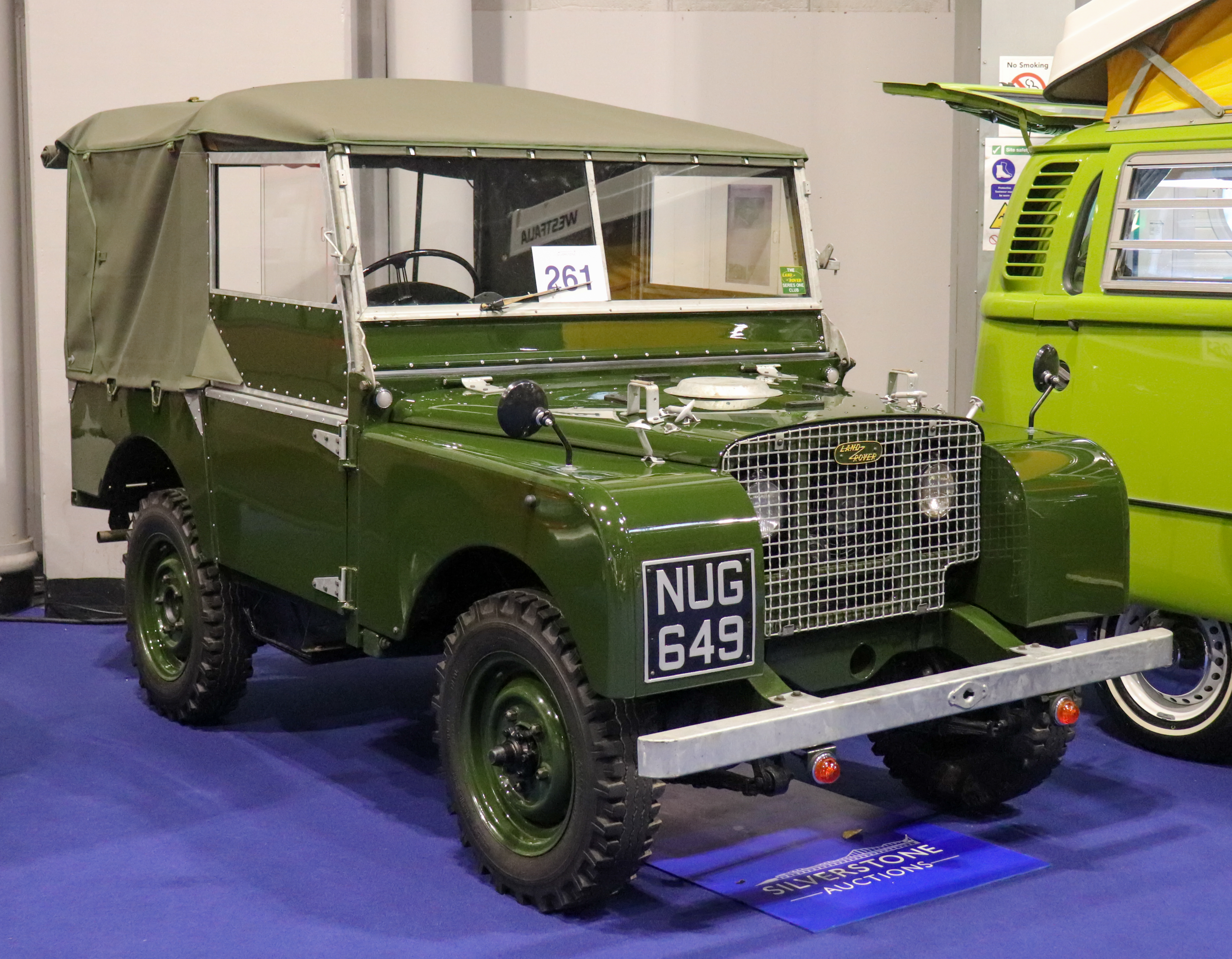
Land Rover Series I (1949)

De eerste Land Rover werd op 30 april 1948 aan het publiek gepresenteerd tijdens de Amsterdam international motor show (tegenwoordig de AutoRAI). Destijds was er slechts één model, dat pas achteraf – namelijk vanaf de introductie van de series II op 30 april 1958 – aangeduid werd als Series I. Aan de wielbasis van 80 inch die voor dit type gold is de latere gewoonte ontleend om Land Rovers aan te duiden met benamingen als 80", 86", 88" en 109".
In 1954 werd de wielbasis van 80 inch (2032 mm) vergroot naar 86 inch (2184 mm). Ook kwam er een verlengd model beschikbaar met een wielbasis van 107 inch (2718 mm), in eerste instantie slechts in een uitvoering als pick-up.
Een volgende wijziging werd doorgevoerd in 1956, toen de beide modellen verlengd werden tot een wielbasis van 88 (2235 mm) respectievelijk 109 inch (2768 mm) om ruimte te scheppen voor de later te introduceren nieuwe benzine, diesel en lpg.

### Series II

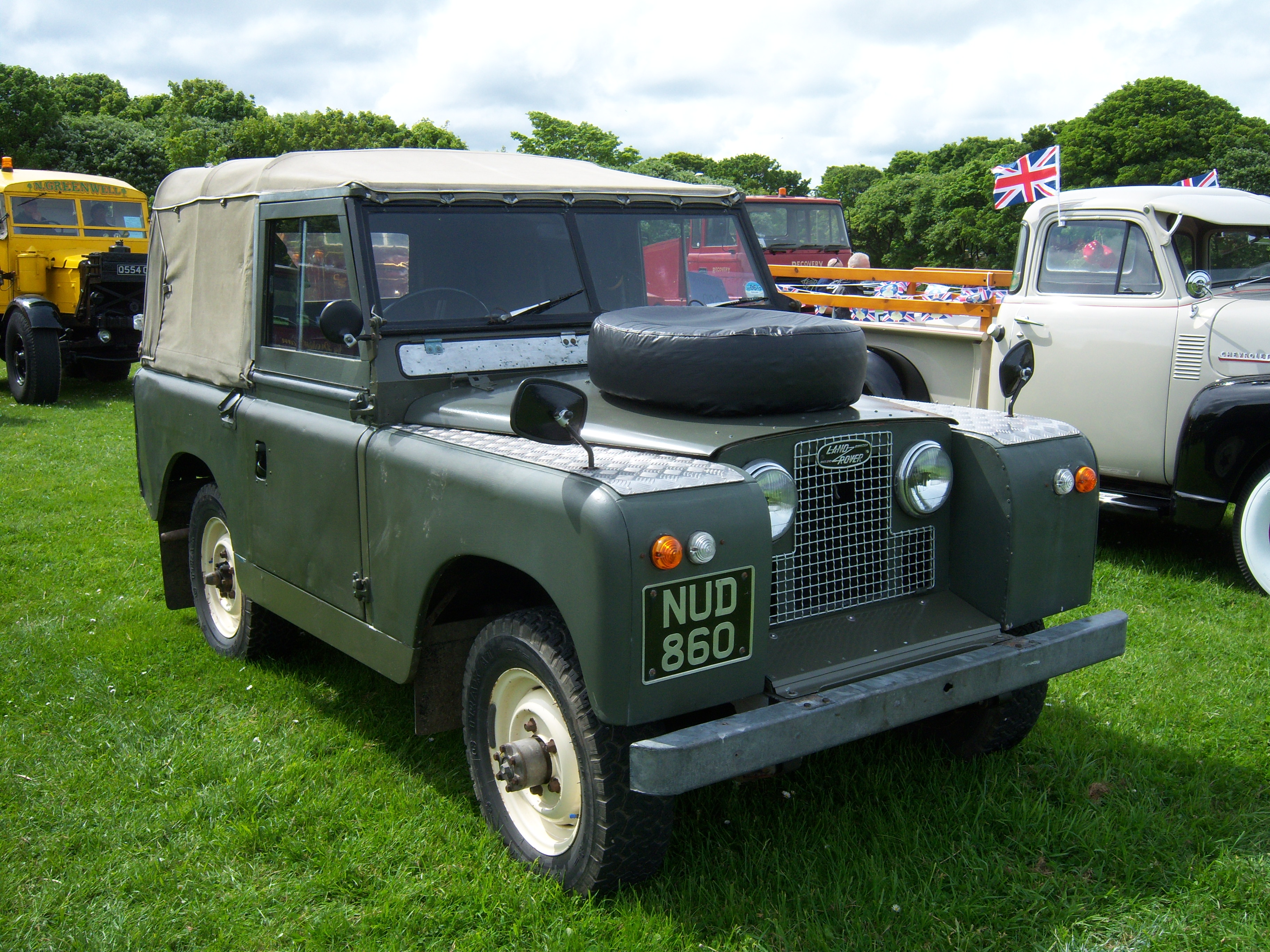
Land Rover Series II (1959)

Toenemende concurrentie, onder andere van de in februari 1958 aangekondigde Austin Gipsy, maakte het noodzakelijk om de Series I door een moderner model te vervangen. Op 30 april 1958 – op de dag nauwkeurig 10 jaar na de eerste presentatie van de Series I – werd daarom de Series II geïntroduceerd. Dit model werd gebouwd tot en met 31 augustus 1961.

### Series IIA, "bugeye", "late IIa"

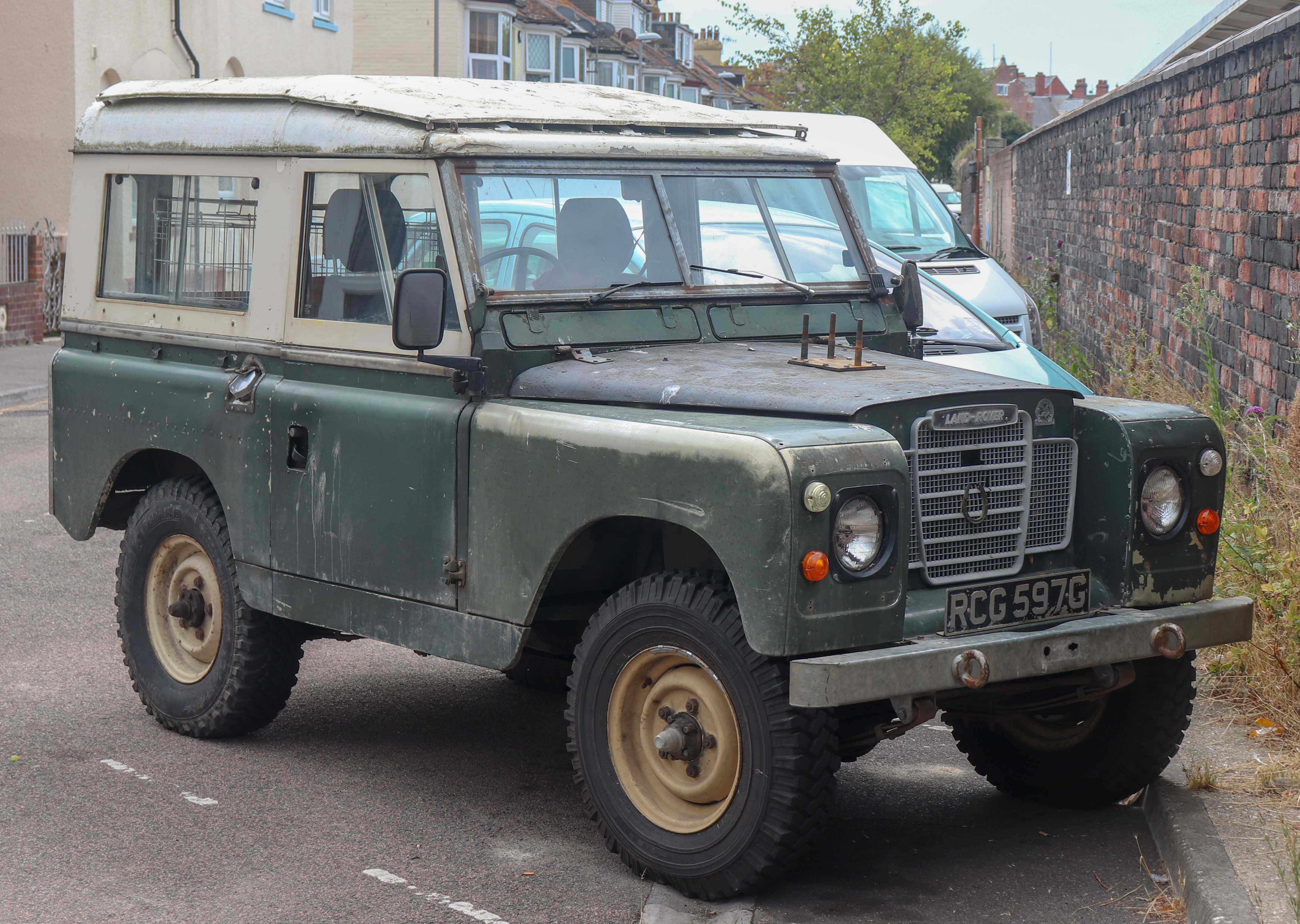
Land Rover Series "late IIa" (1969)

De Series IIA werd geïntroduceerd in september 1961. Het ging om een kleine wijziging, namelijk de vergroting van de 2,0 liter dieselmotor naar 2286 cc. Een series II en IIa zijn op het oog dan ook vrijwel niet te onderscheiden.
Bij de eerste types Land Rovers (series I,II en IIA) zitten de koplampen tussen de spatborden. Na circa 1968 kwam daar verandering in. De koplampen werden afhankelijk van de markt waar de auto voor bestemd was soms verplaatst naar de spatborden. Vanaf begin 1968 vereisten aangepaste wetten voor zowel de Nederlandse als de Amerikaanse markt een minimumafstand tussen de koplampen die in de oude positie niet te realiseren viel.
Zo ontstond in 1968 voor deze markten een tussenmodel waarbij als tijdelijke maatregel om aan de eisen van die markten te voldoen de bolle koplampen vlak in de voorschermen gemonteerd werden. Het model dankt hieraan zijn naam "bugeye" of "transitional SIIa". Om de oude positie van de koplampen te maskeren, kreeg dit model een eigen grillepaneel en grille.
Met de introductie van het type "late IIa" in 1969 kreeg de auto weer ongeacht het land van bestemming hetzelfde uiterlijk, namelijk met de koplampen in de spatborden. Met deze wijziging kreeg de auto weer een nieuw type grille; een metalen raster in de vorm van een plusteken.

### Series III

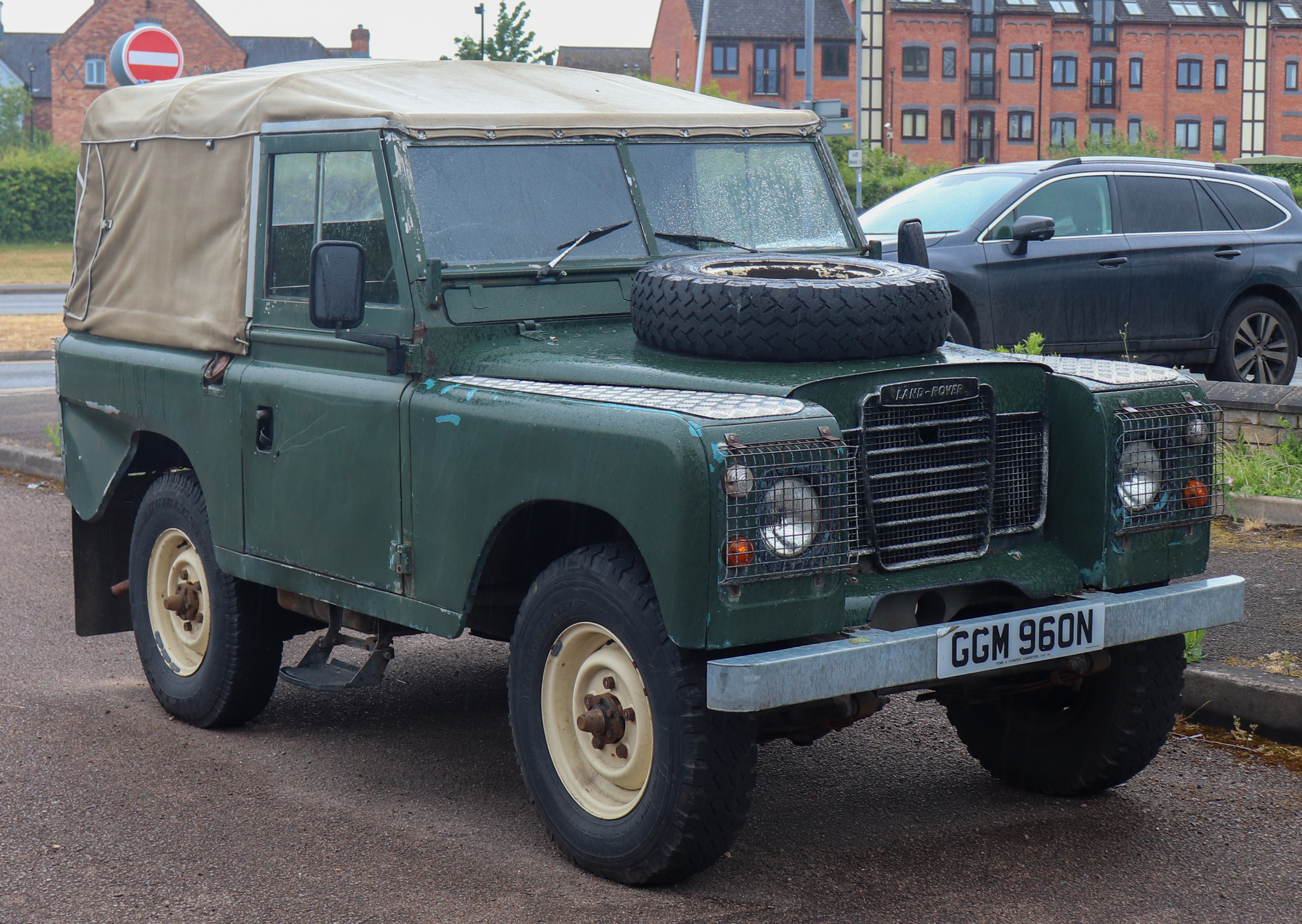
Land Rover Series III (1975)

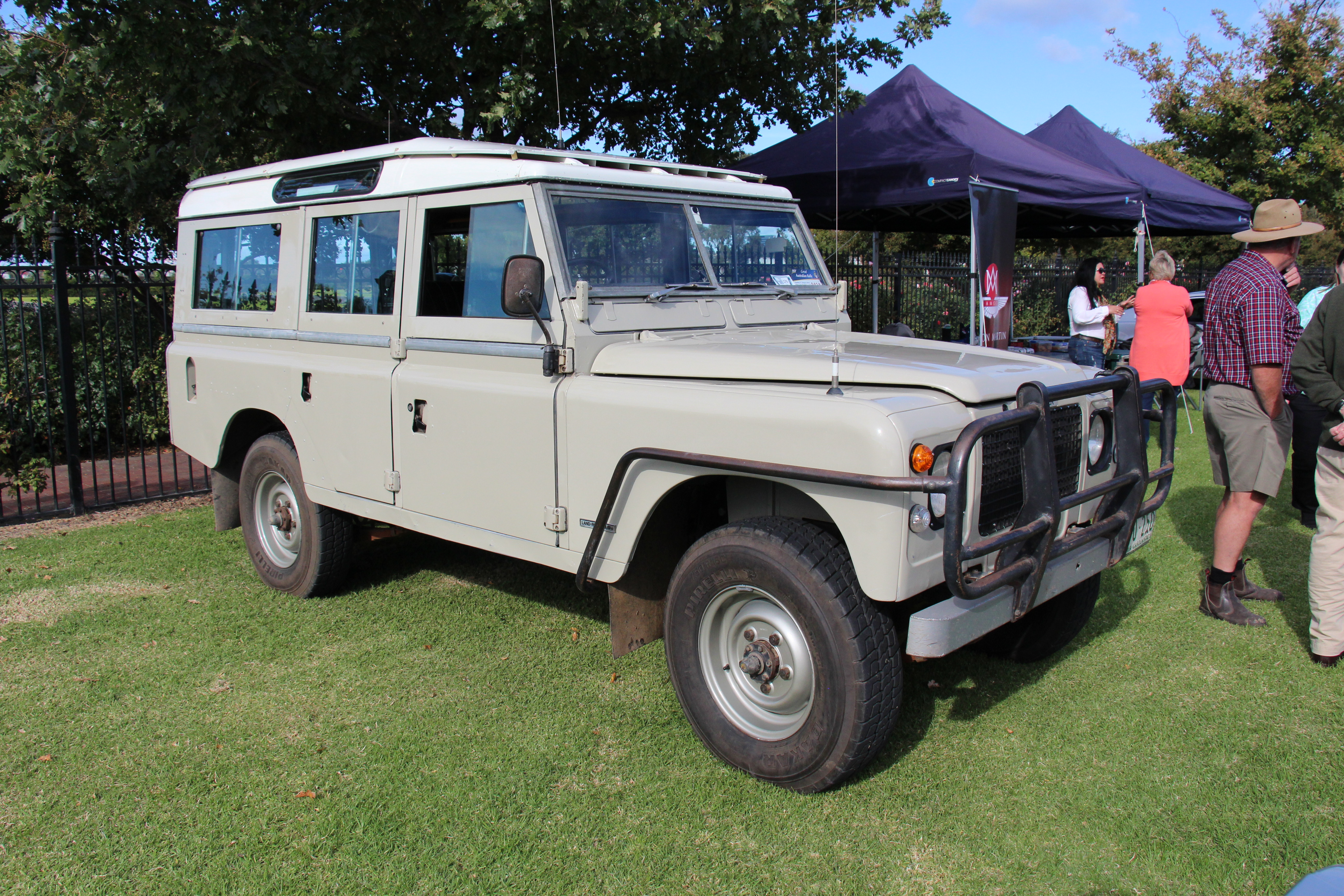
Land Rover "stage one V8" (1982)

Uiterlijk gezien veranderde er weinig toen de IIa in oktober 1971 opgevolgd werd door de Series III. De wijzigingen hadden vooral te maken met aangescherpte veiligheidseisen. Van buiten werden de voorheen ver uitstekende scharnieren door een plattere versie vervangen. Ook de bevestiging van de neerklapbare voorruit werd om redenen van veiligheid naar binnen verplaatst. De meest zichtbare wijziging was de nieuwe kunststoffen grille. Intern werd het dashboard ergonomischer en met zachte kunststof bekleed.
In 1979 maakte financiële steun van de Britse regering de ontwikkeling van een nieuw topmodel mogelijk; de "stage one V8". In dat jaar werd de 2,6 liter zescilinder benzinemotor vervangen door de 3,5 liter V8-benzinemotor zoals deze ook in de Range Rover gebruikt werd. Om ruimte te scheppen voor dit grotere motorblok, kreeg dit model een gewijzigde en vlakkere neus.

### Land Rover 101

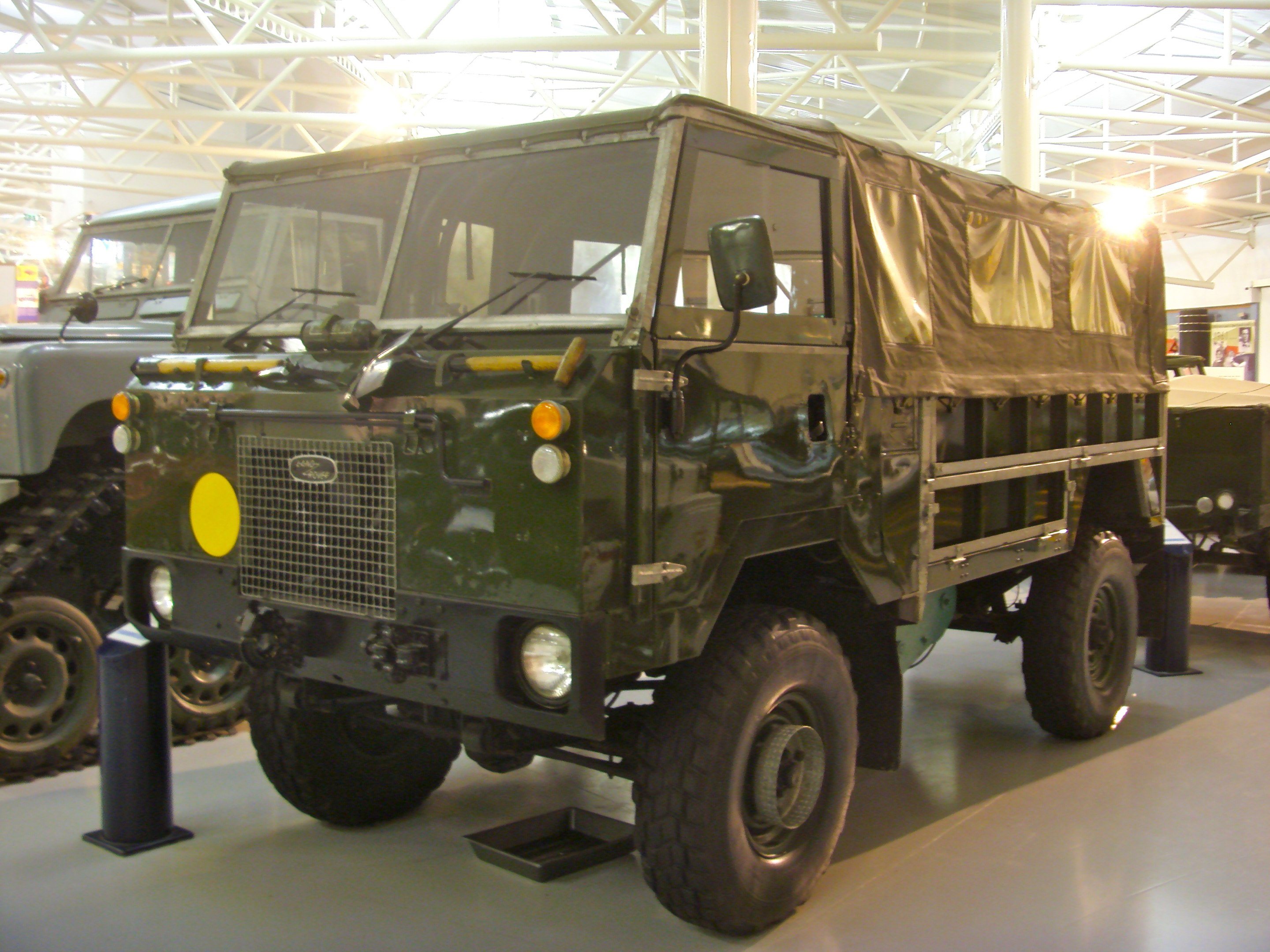
Land Rover 101 Forward Control (1975)

De Land Rover 101 Forward Control was speciaal ontwikkeld voor het Engelse leger. Het leger had behoefte aan een terreinvaardig voertuig dat een groter laadvermogen had dan een standaard Land Rover. Verder moest het voertuig een aangedreven aanhanger of een licht kanon kunnen trekken. Het voertuig moest voldoende ruimte hebben voor de bemanning van het stuk, acht personen, of voor munitie en ander noodzakelijk materieel. Het voertuig kwam in productie in 1972 maar de meeste zijn tussen 1974 en 1978 gemaakt. De totale productie was ongeveer 2500 exemplaren. Alle voertuigen werden geproduceerd in de Land Roverfabriek in Solihull. In de jaren negentig zijn de voertuigen afgestoten en vele zijn nu in handen van particulieren.

### 90/110/Defender

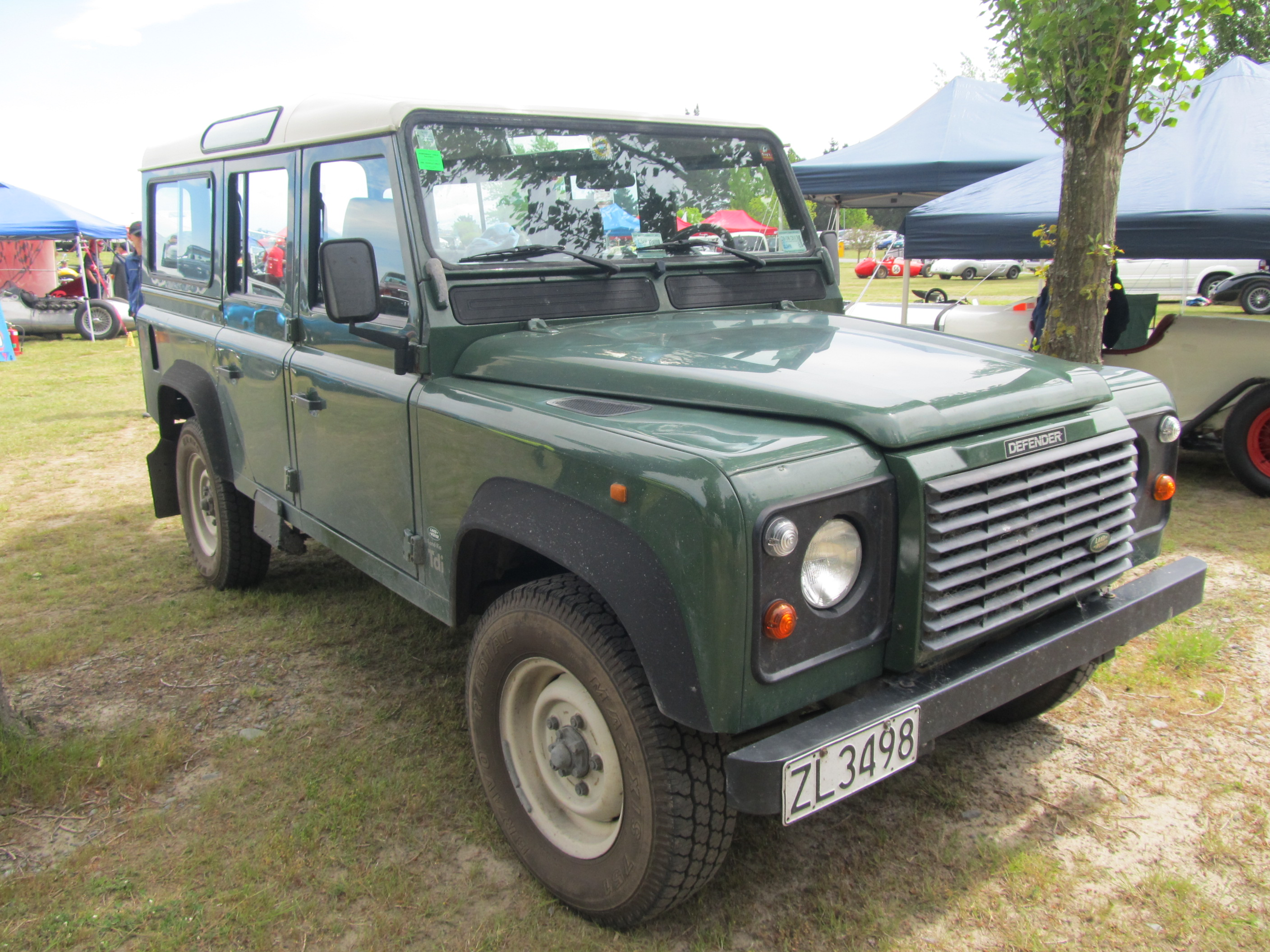
Land Rover Defender (1997)

In 1983 werd de Series III (die echter nog werd gefabriceerd tot 1985) opgevolgd door een volledig vernieuwd model, kortweg "110" genoemd naar zijn wielbasis van 110 inch (2794 mm). Spoedig volgden de 90 inch (2286 mm) en 127 inch (3226 mm).
De naam "Defender" werd in de vroege jaren negentig gekozen om een duidelijker onderscheid te maken tussen de basismodellen enerzijds en de snel luxueuzer wordende modellen als de Range Rover en de Discovery anderzijds. De naam Defender verwijst naar het militaire karakter van de wagen. Vele legers maken tot op vandaag gebruik van de Defender of een afgeleide ervan (Groot-Brittannië, Australië, Nederland e.a.)
De belangrijkste verschillen tussen de Defenders en de Series zijn dat de Series zijn voorzien van bladveren en kunnen worden ingesteld op het gebruik van twee- of vierwielaandrijving, terwijl de Defender gebruikmaakt van spiraalveren en permanent vierwielaangedreven is.
Vanaf het modeljaar 2007 is de dieselmotor afkomstig uit de Ford Transit. Deze motor is echter door Land Rover flink onder handen genomen om hem geschikt te maken voor off-roadgebruik en voor de extreme omstandigheden waarin veel Defenders dienen te opereren.

### Einde productie
Op 30 januari 2016 werd de laatste klassieke Land Rover geproduceerd in Solihull. Het laatste geproduceerde exemplaar (totaal 2.016.993 stuks) bleef eigendom van de fabriek en wordt in een museum gestald.

## Special Vehicle Operations
Special Vehicle Operations, kortweg SVO, is een afdeling van Land Rover die zich specialiseert in het ontwerpen en produceren van exclusieve, luxueuze, sportieve wagens. Het hoofdkantoor bevindt zich in Warwickshire in Engeland.
Enkele voorbeelden zijn:
- Range Rover Sport SVR: een krachtige uitvoering van de Range Rover Sport met 575 pk.
- Range Rover SVAutobiography
- Range Rover Sentinel: een gepantserde uitvoering van de Range Rover.
- Land Rover Discovery SVX: een Discovery met extreme terreincapaciteiten.
- Project Hero: een hoogtechnologische Land Rover Discovery ontwikkeld voor het Oostenrijkse Rode Kruis. Deze wagen kan hulp verlenen bij natuurrampen zoals bosbranden, overstromingen en aardbevingen.

## Inzetbaarheid

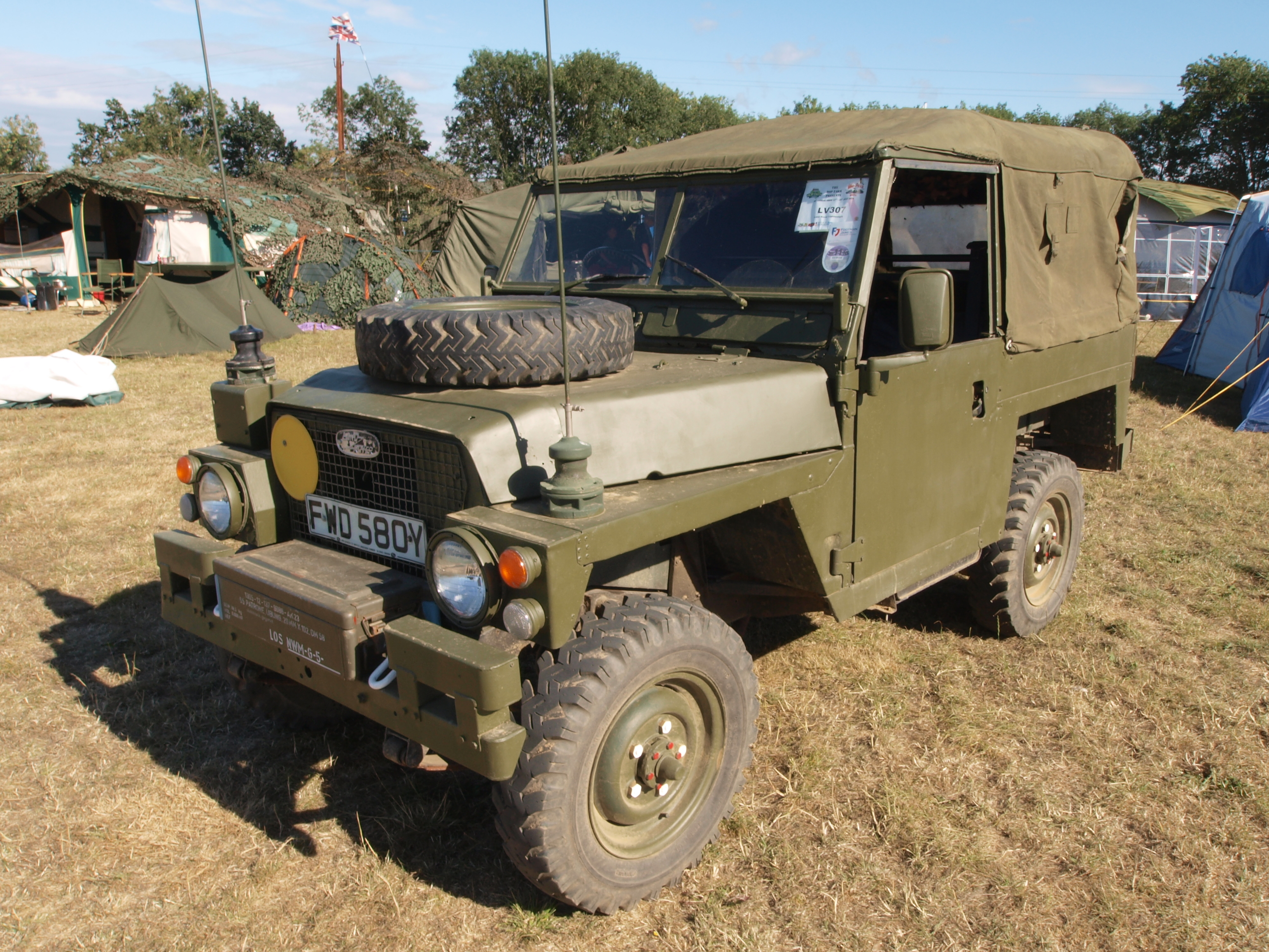
Land Rover Light-Weight

De Land Rover is in de loop der jaren voor verschillende doeleinden gebruikt, zoals voor het leger. De Nederlandse krijgsmacht gebruikte ook gedurende lange tijd de Land Rover, de naam Land Rover werd daar afgekort naar 'LaRo'.
Het Engelse leger wilde een terreinwagen hebben die ze onder een helikopter konden meenemen, hiervoor werd het type Light-Weight ontworpen. Door aanpassingen (smaller) en demontage van een aantal delen was deze makkelijker te transporteren. Ironisch genoeg is deze versie met alle gemonteerde onderdelen zwaarder dan de gewone Land Rover, maar wat belangrijk is dat hij er niet trager op is geworden.
Vooral de Land Rover Defender is in diverse uitvoeringen verkrijgbaar omdat hij zo veelzijdig is, bijvoorbeeld:
- een ambulance,
- een radarwagen,
- een waterdichte uitvoering,
- met rupsbanden in plaats van wielen,
- volledig bepantserd,

## Sport
Land Rover is ook bekend van hun succesvolle deelnames aan verschillende woestijnrally's zoals de Camel Trophy en Parijs-Dakar. Na het verbieden van tabakreclame in de autosport is Land Rover zelf met een initiatief gekomen om de populaire Camel Trophy te vervangen met de Land Rover G4 Challenge.

## Tijdlijn
| « vorig — Land Rover-modellen van 1980 tot heden | « vorig — Land Rover-modellen van 1980 tot heden | « vorig — Land Rover-modellen van 1980 tot heden | « vorig — Land Rover-modellen van 1980 tot heden | « vorig — Land Rover-modellen van 1980 tot heden | « vorig — Land Rover-modellen van 1980 tot heden | « vorig — Land Rover-modellen van 1980 tot heden | « vorig — Land Rover-modellen van 1980 tot heden | « vorig — Land Rover-modellen van 1980 tot heden | « vorig — Land Rover-modellen van 1980 tot heden | « vorig — Land Rover-modellen van 1980 tot heden | « vorig — Land Rover-modellen van 1980 tot heden | « vorig — Land Rover-modellen van 1980 tot heden | « vorig — Land Rover-modellen van 1980 tot heden | « vorig — Land Rover-modellen van 1980 tot heden | « vorig — Land Rover-modellen van 1980 tot heden | « vorig — Land Rover-modellen van 1980 tot heden | « vorig — Land Rover-modellen van 1980 tot heden | « vorig — Land Rover-modellen van 1980 tot heden | « vorig — Land Rover-modellen van 1980 tot heden | « vorig — Land Rover-modellen van 1980 tot heden | « vorig — Land Rover-modellen van 1980 tot heden | « vorig — Land Rover-modellen van 1980 tot heden | « vorig — Land Rover-modellen van 1980 tot heden | « vorig — Land Rover-modellen van 1980 tot heden | « vorig — Land Rover-modellen van 1980 tot heden | « vorig — Land Rover-modellen van 1980 tot heden | « vorig — Land Rover-modellen van 1980 tot heden | « vorig — Land Rover-modellen van 1980 tot heden | « vorig — Land Rover-modellen van 1980 tot heden | « vorig — Land Rover-modellen van 1980 tot heden | « vorig — Land Rover-modellen van 1980 tot heden | « vorig — Land Rover-modellen van 1980 tot heden | « vorig — Land Rover-modellen van 1980 tot heden | « vorig — Land Rover-modellen van 1980 tot heden | « vorig — Land Rover-modellen van 1980 tot heden | « vorig — Land Rover-modellen van 1980 tot heden | « vorig — Land Rover-modellen van 1980 tot heden | « vorig — Land Rover-modellen van 1980 tot heden | « vorig — Land Rover-modellen van 1980 tot heden | « vorig — Land Rover-modellen van 1980 tot heden | « vorig — Land Rover-modellen van 1980 tot heden | « vorig — Land Rover-modellen van 1980 tot heden | « vorig — Land Rover-modellen van 1980 tot heden | « vorig — Land Rover-modellen van 1980 tot heden | « vorig — Land Rover-modellen van 1980 tot heden |
| ------------------------------------------------ | ------------------------------------------------ | ------------------------------------------------ | ------------------------------------------------ | ------------------------------------------------ | ------------------------------------------------ | ------------------------------------------------ | ------------------------------------------------ | ------------------------------------------------ | ------------------------------------------------ | ------------------------------------------------ | ------------------------------------------------ | ------------------------------------------------ | ------------------------------------------------ | ------------------------------------------------ | ------------------------------------------------ | ------------------------------------------------ | ------------------------------------------------ | ------------------------------------------------ | ------------------------------------------------ | ------------------------------------------------ | ------------------------------------------------ | ------------------------------------------------ | ------------------------------------------------ | ------------------------------------------------ | ------------------------------------------------ | ------------------------------------------------ | ------------------------------------------------ | ------------------------------------------------ | ------------------------------------------------ | ------------------------------------------------ | ------------------------------------------------ | ------------------------------------------------ | ------------------------------------------------ | ------------------------------------------------ | ------------------------------------------------ | ------------------------------------------------ | ------------------------------------------------ | ------------------------------------------------ | ------------------------------------------------ | ------------------------------------------------ | ------------------------------------------------ | ------------------------------------------------ | ------------------------------------------------ | ------------------------------------------------ | ------------------------------------------------ |
| Type                                             | 1980                                             | 1980                                             | 1980                                             | 1980                                             | 1980                                             | 1980                                             | 1980                                             | 1980                                             | 1980                                             | 1980                                             | 1990                                             | 1990                                             | 1990                                             | 1990                                             | 1990                                             | 1990                                             | 1990                                             | 1990                                             | 1990                                             | 1990                                             | 2000                                             | 2000                                             | 2000                                             | 2000                                             | 2000                                             | 2000                                             | 2000                                             | 2000                                             | 2000                                             | 2000                                             | 2010                                             | 2010                                             | 2010                                             | 2010                                             | 2010                                             | 2010                                             | 2010                                             | 2010                                             | 2010                                             | 2010                                             | 2020                                             | 2020                                             | 2020                                             | 2020                                             | 2020                                             |
| Type                                             | 0                                                | 1                                                | 2                                                | 3                                                | 4                                                | 5                                                | 6                                                | 7                                                | 8                                                | 9                                                | 0                                                | 1                                                | 2                                                | 3                                                | 4                                                | 5                                                | 6                                                | 7                                                | 8                                                | 9                                                | 0                                                | 1                                                | 2                                                | 3                                                | 4                                                | 5                                                | 6                                                | 7                                                | 8                                                | 9                                                | 0                                                | 1                                                | 2                                                | 3                                                | 4                                                | 5                                                | 6                                                | 7                                                | 8                                                | 9                                                | 0                                                | 1                                                | 2                                                | 3                                                | 4                                                |
| Terreinauto                                      | Series III                                       | Series III                                       | Series III                                       | Series III                                       | Series III                                       | Series III                                       |                                                  |                                                  |                                                  |                                                  |                                                  |                                                  |                                                  |                                                  |                                                  |                                                  |                                                  |                                                  |                                                  |                                                  |                                                  |                                                  |                                                  |                                                  |                                                  |                                                  |                                                  |                                                  |                                                  |                                                  |                                                  |                                                  |                                                  |                                                  |                                                  |                                                  |                                                  |                                                  |                                                  |                                                  |                                                  |                                                  |                                                  |                                                  |                                                  |
| Terreinauto                                      |                                                  |                                                  |                                                  | 90 / 110                                         | 90 / 110                                         | 90 / 110                                         | 90 / 110                                         | 90 / 110                                         | 90 / 110                                         | 90 / 110                                         | Defender                                         | Defender                                         | Defender                                         | Defender                                         | Defender                                         | Defender                                         | Defender                                         | Defender                                         | Defender                                         | Defender                                         | Defender                                         | Defender                                         | Defender                                         | Defender                                         | Defender                                         | Defender                                         | Defender                                         | Defender                                         | Defender                                         | Defender                                         | Defender                                         | Defender                                         | Defender                                         | Defender                                         | Defender                                         | Defender                                         | Defender                                         |                                                  |                                                  | Defender                                         | Defender                                         | Defender                                         | Defender                                         | Defender                                         | Defender                                         |
| Mini SUV                                         |                                                  |                                                  |                                                  |                                                  |                                                  |                                                  |                                                  |                                                  |                                                  |                                                  |                                                  |                                                  |                                                  |                                                  |                                                  |                                                  |                                                  |                                                  |                                                  |                                                  |                                                  |                                                  |                                                  |                                                  |                                                  |                                                  |                                                  |                                                  |                                                  |                                                  |                                                  | Range Rover Evoque                               | Range Rover Evoque                               | Range Rover Evoque                               | Range Rover Evoque                               | Range Rover Evoque                               | Range Rover Evoque                               | Range Rover Evoque                               | Range Rover Evoque                               | Range Rover Evoque                               | Range Rover Evoque                               | Range Rover Evoque                               | Range Rover Evoque                               | Range Rover Evoque                               | Range Rover Evoque                               |
| Compacte SUV                                     |                                                  |                                                  |                                                  |                                                  |                                                  |                                                  |                                                  |                                                  |                                                  |                                                  |                                                  |                                                  |                                                  |                                                  |                                                  |                                                  | Freelander                                       | Freelander                                       | Freelander                                       | Freelander                                       | Freelander                                       | Freelander                                       | Freelander                                       | Freelander                                       | Freelander                                       | Freelander                                       | Freelander 2                                     | Freelander 2                                     | Freelander 2                                     | Freelander 2                                     | Freelander 2                                     | Freelander 2                                     | Freelander 2                                     | Freelander 2                                     | Freelander 2                                     | Discovery Sport                                  | Discovery Sport                                  | Discovery Sport                                  | Discovery Sport                                  | Discovery Sport                                  | Discovery Sport                                  | Discovery Sport                                  | Discovery Sport                                  | Discovery Sport                                  | Discovery Sport                                  |
| Compacte SUV                                     |                                                  |                                                  |                                                  |                                                  |                                                  |                                                  |                                                  |                                                  |                                                  |                                                  |                                                  |                                                  |                                                  |                                                  |                                                  |                                                  |                                                  |                                                  |                                                  |                                                  |                                                  |                                                  |                                                  |                                                  |                                                  |                                                  |                                                  |                                                  |                                                  |                                                  |                                                  |                                                  |                                                  |                                                  |                                                  |                                                  | Range Rover Velar                                |                                                  |                                                  |                                                  |                                                  |                                                  |                                                  |                                                  |                                                  |
| SUV                                              |                                                  |                                                  |                                                  |                                                  |                                                  |                                                  |                                                  |                                                  |                                                  | Discovery I                                      | Discovery I                                      | Discovery I                                      | Discovery I                                      | Discovery I                                      | Discovery I                                      | Discovery I                                      | Discovery I                                      | Discovery I                                      | Discovery I                                      | Discovery II                                     | Discovery II                                     | Discovery II                                     | Discovery II                                     | Discovery II                                     | Discovery 3                                      | Discovery 3                                      | Discovery 3                                      | Discovery 3                                      | Discovery 3                                      | Discovery 4                                      | Discovery 4                                      | Discovery 4                                      | Discovery 4                                      | Discovery 4                                      | Discovery 4                                      | Discovery 4                                      | Discovery 4                                      | Discovery V                                      | Discovery V                                      | Discovery V                                      | Discovery V                                      | Discovery V                                      | Discovery V                                      | Discovery V                                      | Discovery V                                      |
| SUV                                              | Range Rover Classic                              | Range Rover Classic                              | Range Rover Classic                              | Range Rover Classic                              | Range Rover Classic                              | Range Rover Classic                              | Range Rover Classic                              | Range Rover Classic                              | Range Rover Classic                              | Range Rover Classic                              | Range Rover Classic                              | Range Rover Classic                              | Range Rover Classic                              | Range Rover Classic                              | Range Rover Classic                              | Range Rover Classic                              | Range Rover Classic                              |                                                  |                                                  |                                                  |                                                  |                                                  |                                                  |                                                  |                                                  | Range Rover Sport                                | Range Rover Sport                                | Range Rover Sport                                | Range Rover Sport                                | Range Rover Sport                                | Range Rover Sport                                | Range Rover Sport                                | Range Rover Sport                                | Range Rover Sport                                | Range Rover Sport                                | Range Rover Sport                                | Range Rover Sport                                | Range Rover Sport                                | Range Rover Sport                                | Range Rover Sport                                | Range Rover Sport                                | Range Rover Sport                                | Range Rover Sport                                | Range Rover Sport                                | Range Rover Sport                                |
| Luxe SUV                                         |                                                  |                                                  |                                                  |                                                  |                                                  |                                                  |                                                  |                                                  |                                                  |                                                  |                                                  |                                                  |                                                  |                                                  |                                                  | Range Rover                                      | Range Rover                                      | Range Rover                                      | Range Rover                                      | Range Rover                                      | Range Rover                                      | Range Rover                                      | Range Rover                                      | Range Rover                                      | Range Rover                                      | Range Rover                                      | Range Rover                                      | Range Rover                                      | Range Rover                                      | Range Rover                                      | Range Rover                                      | Range Rover                                      | Range Rover                                      | Range Rover                                      | Range Rover                                      | Range Rover                                      | Range Rover                                      | Range Rover                                      | Range Rover                                      | Range Rover                                      | Range Rover                                      | Range Rover                                      | Range Rover                                      | Range Rover                                      | Range Rover                                      |
| Eigenaar                                         | British Leyland                                  | British Leyland                                  | British Leyland                                  | British Leyland                                  | British Leyland                                  | British Leyland                                  | British Leyland                                  | British Leyland                                  | British Aerospace                                | British Aerospace                                | British Aerospace                                | British Aerospace                                | British Aerospace                                | British Aerospace                                | BMW                                              | BMW                                              | BMW                                              | BMW                                              | BMW                                              | BMW                                              | Ford Motor Company                               | Ford Motor Company                               | Ford Motor Company                               | Ford Motor Company                               | Ford Motor Company                               | Ford Motor Company                               | Ford Motor Company                               | Ford Motor Company                               | Tata Motors                                      | Tata Motors                                      | Tata Motors                                      | Tata Motors                                      | Tata Motors                                      | Tata Motors                                      | Tata Motors                                      | Tata Motors                                      | Tata Motors                                      | Tata Motors                                      | Tata Motors                                      | Tata Motors                                      | Tata Motors                                      | Tata Motors                                      | Tata Motors                                      | Tata Motors                                      | Tata Motors                                      |

| Land Rover-modellen van 1945 tot 1980 — volgend » | Land Rover-modellen van 1945 tot 1980 — volgend » | Land Rover-modellen van 1945 tot 1980 — volgend » | Land Rover-modellen van 1945 tot 1980 — volgend » | Land Rover-modellen van 1945 tot 1980 — volgend » | Land Rover-modellen van 1945 tot 1980 — volgend » | Land Rover-modellen van 1945 tot 1980 — volgend » | Land Rover-modellen van 1945 tot 1980 — volgend » | Land Rover-modellen van 1945 tot 1980 — volgend » | Land Rover-modellen van 1945 tot 1980 — volgend » | Land Rover-modellen van 1945 tot 1980 — volgend » | Land Rover-modellen van 1945 tot 1980 — volgend » | Land Rover-modellen van 1945 tot 1980 — volgend » | Land Rover-modellen van 1945 tot 1980 — volgend » | Land Rover-modellen van 1945 tot 1980 — volgend » | Land Rover-modellen van 1945 tot 1980 — volgend » | Land Rover-modellen van 1945 tot 1980 — volgend » | Land Rover-modellen van 1945 tot 1980 — volgend » | Land Rover-modellen van 1945 tot 1980 — volgend » | Land Rover-modellen van 1945 tot 1980 — volgend » | Land Rover-modellen van 1945 tot 1980 — volgend » | Land Rover-modellen van 1945 tot 1980 — volgend » | Land Rover-modellen van 1945 tot 1980 — volgend » | Land Rover-modellen van 1945 tot 1980 — volgend » | Land Rover-modellen van 1945 tot 1980 — volgend » | Land Rover-modellen van 1945 tot 1980 — volgend » | Land Rover-modellen van 1945 tot 1980 — volgend » | Land Rover-modellen van 1945 tot 1980 — volgend » | Land Rover-modellen van 1945 tot 1980 — volgend » | Land Rover-modellen van 1945 tot 1980 — volgend » | Land Rover-modellen van 1945 tot 1980 — volgend » | Land Rover-modellen van 1945 tot 1980 — volgend » | Land Rover-modellen van 1945 tot 1980 — volgend » | Land Rover-modellen van 1945 tot 1980 — volgend » | Land Rover-modellen van 1945 tot 1980 — volgend » | Land Rover-modellen van 1945 tot 1980 — volgend » | Land Rover-modellen van 1945 tot 1980 — volgend » |
| ------------------------------------------------- | ------------------------------------------------- | ------------------------------------------------- | ------------------------------------------------- | ------------------------------------------------- | ------------------------------------------------- | ------------------------------------------------- | ------------------------------------------------- | ------------------------------------------------- | ------------------------------------------------- | ------------------------------------------------- | ------------------------------------------------- | ------------------------------------------------- | ------------------------------------------------- | ------------------------------------------------- | ------------------------------------------------- | ------------------------------------------------- | ------------------------------------------------- | ------------------------------------------------- | ------------------------------------------------- | ------------------------------------------------- | ------------------------------------------------- | ------------------------------------------------- | ------------------------------------------------- | ------------------------------------------------- | ------------------------------------------------- | ------------------------------------------------- | ------------------------------------------------- | ------------------------------------------------- | ------------------------------------------------- | ------------------------------------------------- | ------------------------------------------------- | ------------------------------------------------- | ------------------------------------------------- | ------------------------------------------------- | ------------------------------------------------- | ------------------------------------------------- |
| Type                                              | 1940                                              | 1940                                              | 1940                                              | 1940                                              | 1940                                              | 1950                                              | 1950                                              | 1950                                              | 1950                                              | 1950                                              | 1950                                              | 1950                                              | 1950                                              | 1950                                              | 1950                                              | 1960                                              | 1960                                              | 1960                                              | 1960                                              | 1960                                              | 1960                                              | 1960                                              | 1960                                              | 1960                                              | 1960                                              | 1970                                              | 1970                                              | 1970                                              | 1970                                              | 1970                                              | 1970                                              | 1970                                              | 1970                                              | 1970                                              | 1970                                              |                                                   |
| Type                                              | 5                                                 | 6                                                 | 7                                                 | 8                                                 | 9                                                 | 0                                                 | 1                                                 | 2                                                 | 3                                                 | 4                                                 | 5                                                 | 6                                                 | 7                                                 | 8                                                 | 9                                                 | 0                                                 | 1                                                 | 2                                                 | 3                                                 | 4                                                 | 5                                                 | 6                                                 | 7                                                 | 8                                                 | 9                                                 | 0                                                 | 1                                                 | 2                                                 | 3                                                 | 4                                                 | 5                                                 | 6                                                 | 7                                                 | 8                                                 | 9                                                 |                                                   |
| Terreinauto                                       |                                                   |                                                   |                                                   | Series I                                          | Series I                                          | Series I                                          | Series I                                          | Series I                                          | Series I                                          | Series I                                          | Series I                                          | Series I                                          | Series I                                          | Series II                                         | Series II                                         | Series II                                         | Series II                                         | Series II                                         | Series II                                         | Series II                                         | Series II                                         | Series II                                         | Series II                                         | Series II                                         | Series II                                         | Series II                                         | Series III                                        | Series III                                        | Series III                                        | Series III                                        | Series III                                        | Series III                                        | Series III                                        | Series III                                        | Series III                                        |                                                   |
| Terreinauto                                       |                                                   |                                                   |                                                   |                                                   |                                                   |                                                   |                                                   |                                                   |                                                   |                                                   |                                                   |                                                   |                                                   |                                                   |                                                   |                                                   |                                                   |                                                   |                                                   |                                                   |                                                   |                                                   |                                                   |                                                   |                                                   |                                                   | 101 FC                                            |                                                   |                                                   |                                                   |                                                   |                                                   |                                                   |                                                   |                                                   |                                                   |
| Midsize SUV                                       |                                                   |                                                   |                                                   |                                                   |                                                   |                                                   |                                                   |                                                   |                                                   |                                                   |                                                   |                                                   |                                                   |                                                   |                                                   |                                                   |                                                   |                                                   |                                                   |                                                   |                                                   |                                                   |                                                   |                                                   |                                                   | Range Rover Classic                               | Range Rover Classic                               | Range Rover Classic                               | Range Rover Classic                               | Range Rover Classic                               | Range Rover Classic                               | Range Rover Classic                               | Range Rover Classic                               | Range Rover Classic                               | Range Rover Classic                               |                                                   |
| Eigenaar                                          | Rover                                             | Rover                                             | Rover                                             | Rover                                             | Rover                                             | Rover                                             | Rover                                             | Rover                                             | Rover                                             | Rover                                             | Rover                                             | Rover                                             | Rover                                             | Rover                                             | Rover                                             | Rover                                             | Rover                                             | Rover                                             | Rover                                             | Rover                                             | Rover                                             | British Leyland Motor Corporation                 | British Leyland Motor Corporation                 | British Leyland Motor Corporation                 | British Leyland Motor Corporation                 | British Leyland Motor Corporation                 | British Leyland Motor Corporation                 | British Leyland Motor Corporation                 | British Leyland Motor Corporation                 | British Leyland Motor Corporation                 | British Leyland                                   | British Leyland                                   | British Leyland                                   | British Leyland                                   | British Leyland                                   |                                                   |